# Rio Napo
Il Rio Napo (in spagnolo Río Napo) è un fiume sudamericano, affluente di sinistra del  Rio delle Amazzoni che nasce ai piedi del vulcano Cotopaxi.

## Percorso
Il Rio Napo nasce dai fianchi dei vulcani Antisana, Sincholagua e Cotopaxi dall'unione di vari corsi di acqua minori. Passa in fianco alla città di Tena, capitale della provincia del Napo.
Dopo aver abbandonato l'area della Cordillera Oriental, nella località di Puerto Francisco de Orellana, riceve da sinistra il Rio Coca. Più avanti per lunghi chilometri segna il confine tra le province ecuadoriane del Napo e di Sucumbíos. Nella parte finale del suo percorso in Ecuador riceve da destra il Rio Tiputiní e il rio Yasuní e dalla sinistra il río Aguarico. La città ecuatoriana di Nuevo Rocafuerte è il punto di frontiera.
Nel suo tratto peruviano riceve gli apporti del Rio Curaray e del Rio Mazán dalla destra e del Rio Tamboryacu dalla sinistra; bagna inoltre le località di Tempestad, Santa María e Puerto Aurora. Arrivando nei dintorni della città di Francisco de Orellana le sue acque si congiungono con quelle del Rio delle Amazzoni.
Il fiume, per l'abbondanza e la regolarità delle sue acque, è navigabile dalla sua confluenza con il Rio delle Amazzoni per circa 350 km; nella parte superiore può essere affrontato con la canoa.
L'Ecuador ed il Perù hanno firmato nel giugno 2006 un accordo per studiare la navigabilità del Napo per una lunghezza di 800 chilometri tra la città di Puerto Francisco de Orellana e la sua confluenza con il Rio delle Amazzoni. Questo accordo bilaterale intende favorire gli scambi commerciali tra il nord del Brasile, il Perù, l'Ecuador e la Colombia.

## Storia
Il Napo fu il primo degli affluenti del Rio delle Amazzoni scoperto dai conquistatori spagnoli. Tra il 1540 e il 1541 Gonzalo Pizarro navigò lungo questo fiume e una spedizione capeggiata da Francisco de Orellana discese il Napo e il Rio delle Amazzoni fino all'Oceano Atlantico.

## Affluenti principali
- Rio Coca
- Rio Tiputiní
- Rio Yasuní
- Rio Aguarico
- Rio Curaray